# Abschnittsbefestigung Schorn
Die Abschnittsbefestigung Schorn liegt etwa 1700 Meter nordwestlich des Pöttmeser Ortsteiles Schorn (Landkreis Aichach-Friedberg, Schwaben) auf einer bewaldeten Anhöhe. Das gut erhaltene Bodendenkmal könnte auf eine der zahlreichen frühmittelalterlichen Ungarnschutzburgen dieser Region zurückgehen.

## Beschreibung

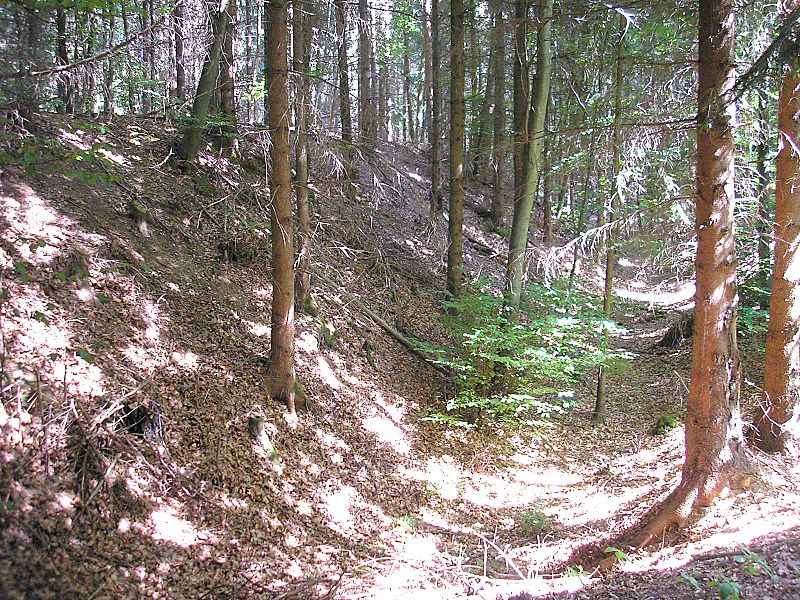
Der westliche Vorwall nach Süden

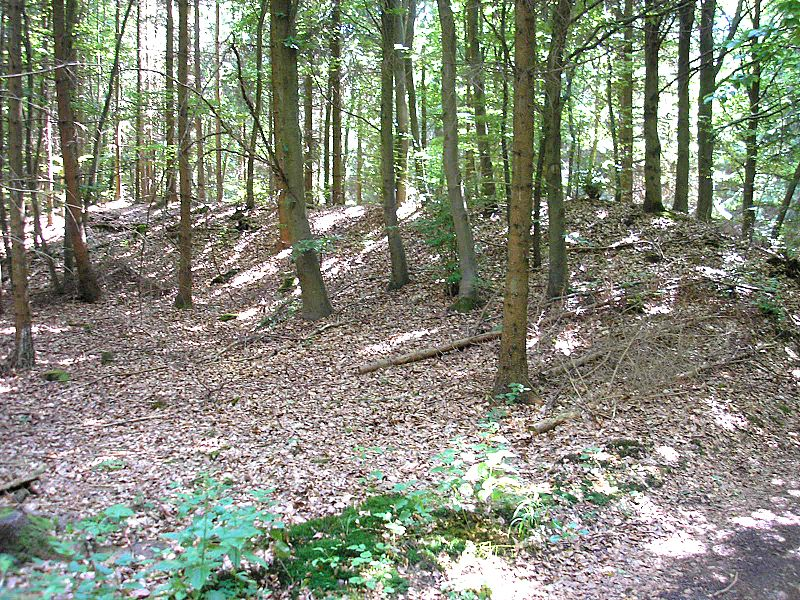
Der Vorwall vom Burgplateau

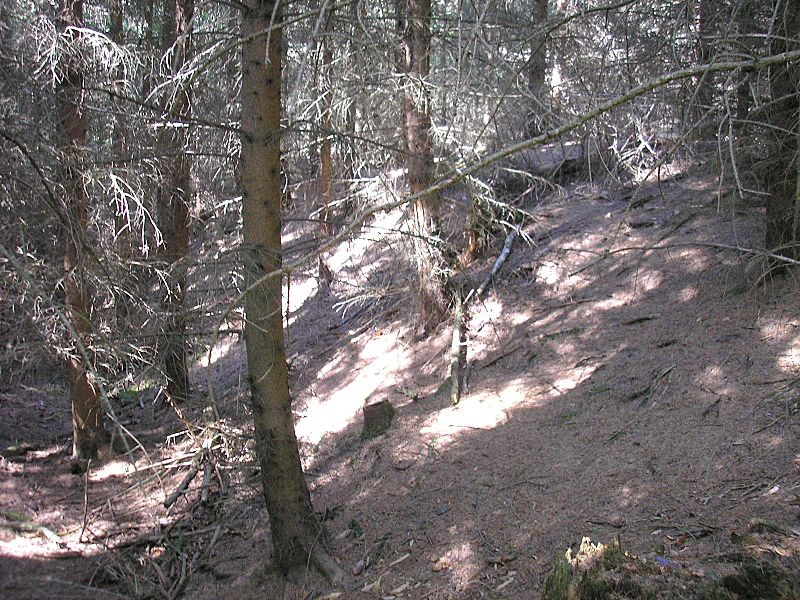
Im dichten Unterholz nur schwer zu verfolgen: Der unvollendete oder ältere Ostwall (Westseite)

Etwa 1700 Meter nordwestlich von Schorn springt ein ungefähr 450 Meter langer Geländesporn (ca. 500 m ü. NN) aus dem Höhenrücken aus. Am Anfang der Geländezunge sichert ein bis zu fünf Meter hoher Abschnittswall mit vorgelegtem Graben den Burgplatz. Der etwa 120 Meter lange Wallzug läuft im Nordwesten bogenförmig nach Osten zur Hangkante. Nach Innen überragen die Erdwerke das Gelände um etwa zwei Meter. An den übrigen Seiten schützen teilweise sehr steile Abhänge das Plateau, das hier wohl nur durch Palisaden oder Zäune bewehrt war. Die Befestigungsanlage liegt annähernd 80 bis 100 Höhenmeter über dem Tal.
Etwa 80 Meter östlich des Sperrwalles lässt sich im Unterholz ein weiterer Wallgrabenrest verfolgen. Dieses Erdwerk ist von der Grabensohle gemessen nur etwa drei Meter hoch. Der Südteil läuft nur als flache, ungefähr einen halben Meter tiefe Mulde zur Hangkante. Es dürfte sich hier entweder um eine ältere Befestigungslinie oder um den unvollendeten Hauptwall einer frühmittelalterlichen Burganlage handeln.

## Typologische Einordnung
Bis zu einer fachkundigen archäologischen Untersuchung des Geländes kann über die Zeitstellung und Zweckbestimmung der Burganlage nur spekuliert werden. Dem äußeren Anschein nach dürfte es sich um eine der zahlreichen kleineren Ungarnschutzburgen dieses Gebietes handeln, deren Ausbau möglicherweise nach der Schlacht auf dem Lechfeld abrupt eingestellt wurde. Hierfür spricht neben der typischen Anlage des Vorwalles und dessen sehr guter Erhaltung auch der offensichtlich unvollendete Hauptwall, der allerdings auch ein Rest einer älteren Burganlage sein könnte. Nur etwa 3800 Meter südwestlich liegt im Ebenrieder Forst eine der eindrucksvollsten ungarnzeitlichen Großburgen im Bereich des Bistums Augsburg (Schanze Wagesenberg). 
Frühmittelalterliche Burgen entstanden oft durch den Ausbau wesentlich älterer Wehranlagen oder Siedlungsplätze. 
Das Bayerische Landesamt für Denkmalpflege verzeichnet das Bodendenkmal als Abschnittsbefestigung vor- und frühgeschichtlicher Zeitstellung unter der Denkmalnummer D-7-7332-0002.